# Frettemeule
Frettemeule (picardisch: Frécmole) ist eine nordfranzösische Gemeinde mit 297 Einwohnern (Stand 1. Januar 2022) im Département Somme in der Region Hauts-de-France. Die Gemeinde liegt im Arrondissement Abbeville und ist Teil des Kantons Gamaches.

## Geographie
Der namengebende Hauptort der Gemeinde im Vimeu, durch die die 1993 stillgelegte Bahnstrecke von Longpré-les-Corps-Saints nach Gamaches verlief, liegt an der Vimeuse rund acht Kilometer nordöstlich von Gamaches zwischen Maisnières und Vismes, während sich der Ortsteil Maigneville (mit der Mairie) im Süden mit dem Weiler Infray befindet, in dem sich ausgedehnte Windparks bis in die Nachbargemeinden Maisnières und Tilloy-Floriville hinein ausdehnen.

## Geschichte
Frettemeule wurde erstmals im Jahr 696 erwähnt. Der Ortsname dürfte sich von dem lateinischen Begriff Fracta mola ableiten. Maigneville wird auf das lateinische Magna villa zurückgeführt.

## Einwohner
| 1962 | 1968 | 1975 | 1982 | 1990 | 1999 | 2006 | 2011 |
| ---- | ---- | ---- | ---- | ---- | ---- | ---- | ---- |
| 368  | 344  | 321  | 318  | 312  | 238  | 258  | 296  |

## Verwaltung
Bürgermeister (maire) ist seit 2012 Jean-Claude Brailly.

## Sehenswürdigkeiten

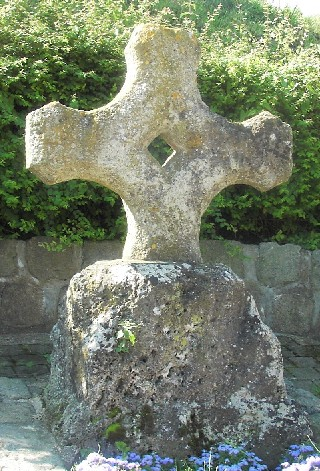
Tuffsteinkreuz aus dem 14. Jahrhundert

- isoliert gelegene Kirche Saint-Martin, ein Backsteinbau in Form eines lateinischen Kreuzes aus dem Jahr 1870, mit einem Taufbecken aus Tuffstein wohl aus dem 14. Jahrhundert[1]
- Tuffsteinkreuz
- Kapelle Le Geai in Infray
- Kriegerdenkmal
- Ehemalige Wassermühle an der Vimeuse

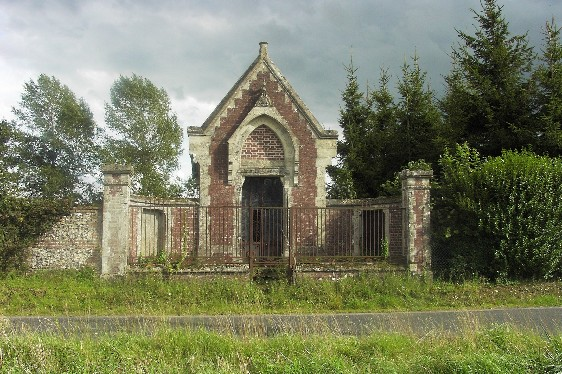
Kapelle in Infray